# Pseudostilobezzia wirthi
Pseudostilobezzia wirthi är en tvåvingeart som beskrevs av Yu och Yan 2003. Pseudostilobezzia wirthi ingår i släktet Pseudostilobezzia och familjen svidknott.
Artens utbredningsområde är Hainan (Kina). Inga underarter finns listade i Catalogue of Life.